# Anthropophagie dans les mythes et la fiction
L'anthropophagie, pratique consistant à se nourrir de chair humaine ou sa variante la nécrophagie, et le vampirisme, constituant à se nourrir de sang humain, sont des thèmes récurrents des mythes, des contes et des récits de fiction, en particulier dans les domaines de la littérature fantastique et du cinéma d'épouvante.

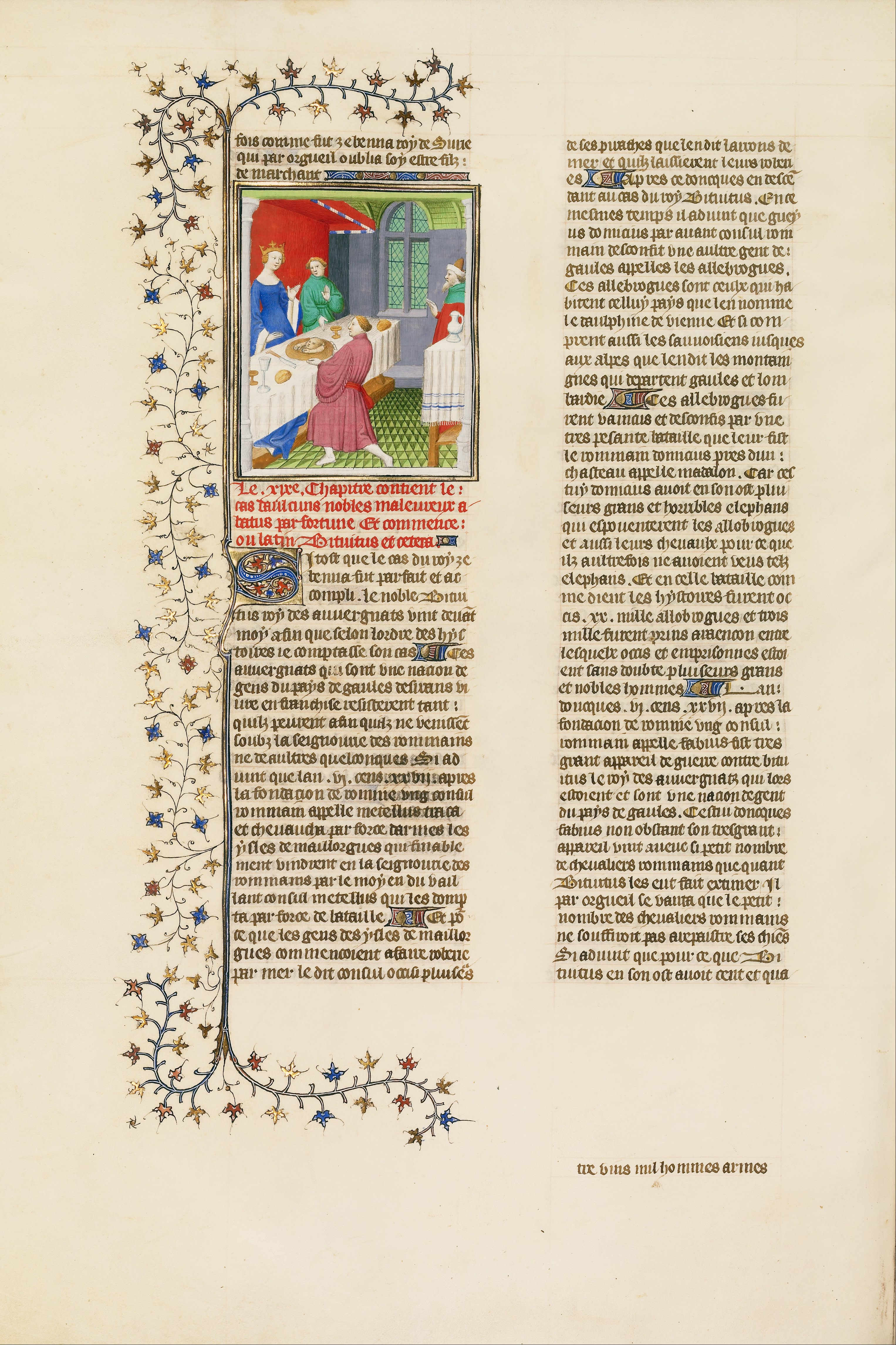
Cléopâtre faisant servir à sa table les membres et la tête de son enfant.

## Littérature
Dans le conte Hansel et Gretel, la sorcière dévore les enfants après les avoir engraissés avec les sucreries dont est construite sa masure. Elle finira elle-même dans son four où elle est poussée par ruse par ses deux jeunes prisonniers.
Dans sa nouvelle Irish stew, tirée du recueil Les Derniers Contes de Canterbury, l'écrivain gantois Jean Ray met en scène un aubergiste qui sert à sa pratique de pauvres gens de succulents mets à prix réduits confectionnés à base de chair humaine. Mais « quand on leur apprend que la base de ce plat était de la chair humaine, ils expriment avant toute chose leur déception : « Nous n’aurons plus jamais autant à manger pour trois marks, murmura‑t-il d’une pauvre voix de désespoir » ».

### Brève bibliographie thématique
- Niourk (1957) de Stefan Wul.
- Pourquoi j'ai mangé mon père (1960) de Roy Lewis.
- La trilogie d'Hannibal Lecter livres sur un tueur en série cannibale de Thomas Harris.
- Le Goût de vivre (1982), nouvelle de Stephen King où un naufragé pratique l'auto-cannibalisme.
- Le Corps exquis (1996) de Poppy Z. Brite
- Les Crannibales Bande dessinée comique dont la famille est entièrement composée de cannibales.
- Buffet campagnard de Cizia Zykë.
- Off Season/Morte Saison de Jack Ketchum (1980/1999)
- In Tenebris de Maxime Chattam (2004), thriller
- Les secrets de l'immortel Nicolas Flamel : L'ensorceleuse, où un combat a lieu entre les héros et des créatures cannibales.
- Le Petit Chaperon rouge, lorsque le loup donne la chair de la grand-mère à manger au Chaperon.
- L'Histoire de Pi, plusieurs fois au cours du récit il y est fait mention d'actes de cannibalisme.
- La Route (2006), de Cormac McCarthy
- L'Île du diable (2019) de Nicolas Beuglet
- Le Parfum (1985), de Patrick Süsskind, où le personnage se fait dévorer à la fin du roman.

## Cinéma et séries télévisées

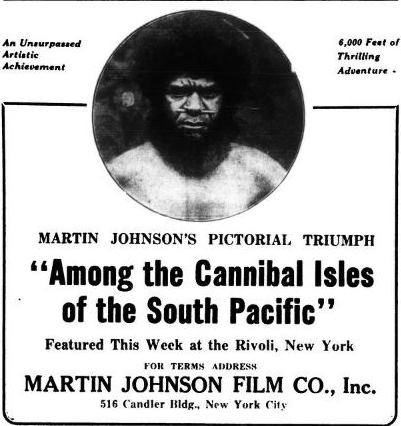
Annonce pour le film américain Among the Cannibal Isles of the South Pacific (1918).

Au cinéma, en dehors des adaptations des romans de Thomas Harris, le thème de l'anthropophagie est notamment abordé dans la Nouvelle Cuisine, film hongkongais réalisé par Fruit Chan et sorti le 19 août 2004. Une femme riche soucieuse de restaurer son apparence, fait appel à Tante Mei, une cuisinière de l'endroit. Mei fait cuire quelques-uns de ses raviolis spéciaux, à base de fœtus humains, qu'elle prétend souverains pour faire rajeunir. Mais les effets rajeunissants des raviolis sont trop lents au goût de Mme Li, qui réclame à Tante Mei quelque chose de plus puissant. Un jour, Tante Mei, ancienne avorteuse professionnelle, pratique un avortement clandestin sur une collégienne violée par son père et enceinte de cinq mois. Mei cuisine le fœtus dans des raviolis qu'elle sert à Mme Li, ce qui produit un effet immédiat sur sa libido. Peu après, celle-ci découvre que son mari a mis enceinte sa masseuse. Mme Li convainc la jeune femme de se faire avorter et lui achète le fœtus âgé de cinq mois.  Elle entreprend ensuite de cuisiner elle-même le fœtus et l'on peut supposer qu'elle ne va pas en rester là.
L'anthropophagie est encore abordée dans différents films d'horreur de série B comme Cannibal Girls, Détour mortel ou Affamés ou des épisodes des séries télévisées  X Files ou Esprits criminels  .

### Série télévisée
Séries américaines
- Dans l'épisode 24 de la saison 2 de X-Files, Une petite ville tranquille, Fox Mulder et Dana Scully sont confrontés au cannibalisme dans le cadre d'une enquête portant sur de nombreuses disparitions. Ils parviennent à conclure que les corps ont disparu car ils ont été consommés, lorsqu'ils découvrent que la majeure partie des habitants du village où se sont produites les disparitions est atteinte de la maladie de Creutzfeldt-Jakob contractée parce que les cannibales consomment le cerveau de leurs victimes ;
- dans l'épisode 11 de la saison 1 d’Esprits criminels : un tueur en série éviscère des personnes et récupère leurs organes pour les manger plus tard ;
- dans la saison 3 de Bones est axée sur la traque de Gormogon, un tueur en série cannibale ;
- dans l'épisode 17 de la saison 7 de Dr House, où le patient se révèle à la fin être un tueur en série qui a assassiné et mangé treize victimes ;
- dans Hannibal où le personnage éponyme, joué par Mads Mikkelsen, est un psychopathe mangeant ses victimes ;
- dans l'épisode 6 de Xena, les protagonistes font face à une horde anthropophage ;
- dans l'épisode 5 de la saison 3 de Salem, le barbier interprété par Marilyn Manson semble cuisiner ses victimes.
- dans l'épisode 8 de la saison 1 de The Last of Us (et y compris dans le jeu duquel la série est adaptée) présente un groupe de survivants pratiquant le cannibalisme mais dont seul quelques membres sont au courant de cette pratique, les autres ignorant tout.

## Musique
Certains groupes de Death metal, comme Cannibal Corpse, écrivent des paroles en rapport avec le cannibalisme. Le cannibalisme est abordé sur un mode plus humoristique, dans la chanson Poucet Twist interprétée par l'humoriste Pierre Doris. 